# Los Kikos
Los Kikos är en ort i Mexiko.   Den ligger i kommunen Xicoténcatl och delstaten Tamaulipas, i den centrala delen av landet, 400 km norr om huvudstaden Mexico City. Los Kikos ligger 107 meter över havet och antalet invånare är 170.
Terrängen runt Los Kikos är varierad. Runt Los Kikos är det ganska glesbefolkat, med 23 invånare per kvadratkilometer. Närmaste större samhälle är Xicoténcatl, 17,1 km öster om Los Kikos. Omgivningarna runt Los Kikos är en mosaik av jordbruksmark och naturlig växtlighet.